# Bulgarije op de Olympische Zomerspelen 2004
Bulgarije nam deel aan de Olympische Zomerspelen 2004 in Athene, Griekenland. Tijdens de vorige editie werd vijf keer goud en zes keer zilver gewonnen. Nu was dit maar twee keer goud en één keer zilver. Daarentegen nam het aantal brons toe van twee naar negen.

## Medailleoverzicht
| Sport         | Olympiër          | Discipline                        | Medaille |
| ------------- | ----------------- | --------------------------------- | -------- |
| Gewichtheffen | Milen Dobrev      | tot 94 kg (m)                     | Goud     |
| Schietsport   | Maria Grozdeva    | 25m sportpistool (v)              | Goud     |
| Gymnastiek    | Jordanië Jovtchev | ringen (m)                        | Zilver   |
| Boksen        | Boris Georgiev    | halfweltergewicht (tot 64 kg) (m) | Brons    |
| Gewichtheffen | Velichko Cholakov | boven 105 kg (m)                  | Brons    |
| Gymnastiek    | Jordanië Jovtchev | vloer (m)                         | Brons    |
| Gymnastiek    | vrouwenteam       | ritmische sportgymnastiek (v)     | Brons    |
| Judo          | Georgi Georgiev   | halflichtgewicht (tot 66 kg) (m)  | Brons    |
| Roeien        | Ivo Yanakiev      | skiff (m)                         | Brons    |
| Roeien        | Rumyana Neykova   | skiff (v)                         | Brons    |
| Schietsport   | Maria Grozdeva    | 10m luchtpistool (v)              | Brons    |
| Worstelen     | Armen Nazarjan    | grieks-romeins, tot 60 kg (m)     | Brons    |

## Deelnemers en resultaten

### Atletiek
| Olympiër            | Onderdeel                | Resultaat | Prestatie                                                                                            |
| ------------------- | ------------------------ | --------- | --- |
| Nikolay Atanasov    | verspringen (m)          | 17e       | kwalificatie groep A: 9de met 7,90m                                                                  |
| Petar Dachev        | verspringen (m)          | 13e       | kwalificatie groep B: 7de met 8,05m                                                                  |
| Momchil Karailiev   | hink-stap-springen (m)   | 22e       | kwalificatie groep B: 11de met 16,45m                                                                |
| Ivaylo Rusenov      | hink-stap-springen (m)   | 34e       | kwalificatie groep A: 12de met 16,39m                                                                |
| Spas Bukhalov       | polsstokhoogspringen (m) | 27e       | kwalificatie groep A: 14de met 5,50m                                                                 |
| Iliyan Efremov      | polsstokhoogspringen (m) | DNF       | kwalificatie groep B: geen geldige poging                                                            |
| Galin Kostadinov    | kogelstoten (m)          | 37e       | kwalificatie groep A: 18de met 17,75m                                                                |
|                     |                          |           | |
| Ivet Lalova         | 100m (v)                 | 4e        | serie 8: 1ste in 11,16 kwartfinale 2: 2de in 11,09 halve finale 1: 3de in 11,04 finale: 4de in 11,00 |
| Monika Gachevska    | 200m (v)                 | 38e       | serie 1: 6de in 23,71                                                                                |
| Ivet Lalova         | 200m (v)                 | 5e        | serie 2: 1ste in 22,88 kwartfinale 4: 2de in 22,81 halve finale 1: 3de in 22,56 finale: 5de in 22,57 |
| Mariyana Dimitrova  | 400m (v)                 | 10e       | serie 2: 2de in 51,29 halve finale 3: 4de in 51,20 (PB)                                              |
| Daniela Yordanova   | 1500m (v)                | 5e        | serie 2: 3de in 4.05,87 halve finale 2: 4 5de in 4.04,94 finale: 5de in 3.59,10                      |
| Nevena Mineva       | 20km snelwandelen (v)    | DNF       | niet gefinisht                                                                                       |
| Antoniya Yordanova  | verspringen (v)          | 21e       | kwalificatie groep A: 13de met 6,45m                                                                 |
| Mariya Dimitrova    | hink-stap-springen (v)   | 19e       | kwalificatie groep A: 11de met 14,16m                                                                |
| Venelina Veneva     | hoogspringen (v)         | 15e       | kwalificatie groep B: 8ste met 1,92m                                                                 |
| Tanya Stefanova     | polsstokhoogspringen (v) | 24e       | kwalificatie groep A: 15de met 4,15m                                                                 |
| Aneliya Kumanova    | kogelstoten (v)          | 30e       | kwalificatie groep B: 16de met 15,91m                                                                |
| Tsvetanka Khristova | discuswerpen (v)         | 41e       | kwalificatie groep A: 21ste met 43,25m                                                               |
| Hristina Georgieva  | speerwerpen (v)          | 32e       | kwalificatie groep B: 16de met 55,13m                                                                |

### Badminton
| Olympiër                     | Onderdeel      | Resultaat | Prestatie |
| ---------------------------- | -------------- | --------- | --- |
| Petya Nedelcheva             | enkelspel (v)  | 5e        | 1ste ronde: W van DEN Baun: 8-11, 11-7, 13-11 2de ronde: W van KOR Seo: 7-11, 11-5, 11-8 kwartfinale: V van CHN Zhou: 4-11, 1-11 |
| Neli Boteva Petya Nedelcheva | dubbelspel (v) | 17e       | 1ste ronde: V van GBR Nicholas/Tripp: 15-17, 14-17                                                                               |

### Boksen
| Olympiër           | Onderdeel | Resultaat | Prestatie |
| ------------------ | --------- | --------- | --- |
| Salim Salimov      | -48kg (m) | 17e       | 1ste ronde: V van THA Pannon: 14-26 |
| Detelin Dalakliev  | -54kg (m) | 9e        | 1ste ronde: W van ETH Aferalign: scheidsrechterlijke beslissing 2de ronde: V van AZE Mammadov: 16-35                                                                            |
| Dimitar Shtilianov | -60kg (m) | 9e        | 1ste ronde: W van TUR Aydin: 20-11 2de ronde: V van GBR Khan: 21-37 |
| Boris Georgiev     | -64kg (m) | Brons     | 1ste ronde: W van ALG Fillali: scheidsrechterlijke beslissing 2de ronde: W van USA Allen: 30-10 kwartfinale: W van KAZ Karimzhanov: 20-18 halve finale: V van CUB Johnson: 9-13 |
| Sergey Rozhnov     | +91kg (m) | 9e        | 1ste ronde: V van RUS Povetkin: scheidsrechterlijke beslissing |

### Boogschieten
| Olympiër      | Onderdeel       | Resultaat | Prestatie |
| ------------- | --------------- | --------- | --- |
| Yavor Hristov | individueel (m) | 17e       | plaatsingsronde: 42ste met 641 punten 1ste ronde: W van POL Proć: 133-132 2de ronde: V van TPE Chen: 159-170 |

### Gewichtheffen
| Olympiër            | Onderdeel  | Resultaat | Prestatie                                                             |
| ------------------- | ---------- | --------- | --------------------------------------------------------------------- |
| Sevdalin Minchev    | -62kg (m)  | DNF       | trekken: 4de met 137,5kg stoten: geen geldige poging                  |
| Ivan Stoitsov       | -77kg (m)  | 8e        | trekken: 11de met 155kg stoten: 2de met 200kg totaal: 355kg           |
| Milen Dobrev        | -94kg (m)  | Goud      | trekken: 1ste met 187,5kg (OR) stoten: 1ste met 220kg totaal: 407,5kg |
| Nikolay Kolev       | -94kg (m)  | DNF       | trekken: 6de met 177,5kg stoten: geen geldige poging                  |
| Velichko Cholakov   | +105kg (m) | Brons     | trekken: 2de met 207,5kg stoten: 4de met 240kg totaal: 447,5kg        |
|                     |            |           |                                                                       |
| Sevdalin Minchev    | -48kg (v)  | 5e        | trekken: 4de met 82,5kg stoten: 6de met 105kg totaal: 187,5kg         |
| Zlatina Atanasova   | -58kg (v)  | 12e       | trekken: 11de met 90kg stoten: 12de met 115kg totaal: 205kg           |
| Slaveyka Ruzhinska  | -69kg (v)  | 4e        | trekken: 4de met 115kg stoten: 4de met 135kg totaal: 250kg            |
| Milena Trendafilova | -69kg (v)  | 6e        | trekken: 6de met 105kg stoten: 6de met 132,5kg totaal: 237,5kg        |

### Gymnastiek
| Olympiër                                                                                                  | Onderdeel                | Resultaat | Prestatie |
| Ritmisch                                                                                                  | Ritmisch                 | Ritmisch  | Ritmisch |
| --- | ------------------------ | --------- | --- |
| Elizabeth Paisieva                                                                                        | individueel (v)          | 12e       | kwalificatie: hoepel: 7de met 24,975 punten bal: 20ste met 21,975 punten knotsen: 11de met 23,850 punten lint: 7de met 23,975 punten totaal: 94,775 punten |
| Simona Peycheva                                                                                           | individueel (v)          | 6e        | kwalificatie: 7de hoepel: 6de met 25,475 punten bal: 8ste met 24,800 punten knotsen: 7de met 24,700 punten lint: 9de met 23,725 punten totaal: 98,700 punten finale: hoepel: 6de met 25,375 punten bal: 6de met 25,675 punten knotsen: 6de met 25,600 punten lint: 8ste met 24,400 punten totaal: 101,050 punten |
| Zhaneta Ilieva Eleonora Kezhova Zornitsa Marinova Kristina Ranguelova Galina Tancheva Vladislava Tancheva | team (v)                 | Brons     | kwalificatie: 3de knotsen: 5de met 22,300 punten hoepel/bal: 3de met 24,600 punten totaal: 46,900 punten finale: knotsen: 4de met 23,400 punten hoepel/bal: 3de met 25,200 punten totaal: 48,600 punten |
| Turnen |                          |           | |
| Yordan Yovchev                                                                                            | vloer (m)                | Brons     | kwalificatie: 9de met 9,700 punten finale: 3de met 9,775 punten |
| Yordan Yovchev                                                                                            | ringen (m)               | Zilver    | kwalificatie: 2de met 9,812 punten finale: 2de met 9,850 punten |
| Filip Yanev                                                                                               | sprong (m)               | 46e       | kwalificatie: 13de met 9,625 punten finale: 5de met 9,581 punten |
| Filip Yanev                                                                                               | meerkamp individueel (m) | 46e       | kwalificatie: vloer: 61ste met 9,012 punten sprong: 13de met 9,625 punten brug: 75ste met 8,375 punten rekstok: 58ste met 9,137 punten ringen: 75ste met 8,137 punten paard voltige: 79ste met 8,300 punten totaal: 52,586 punten                                                                                |
| |                          |           | |
| Yevgeniya Kuznetsova                                                                                      | brug (v)                 | 81e       | kwalificatie: 81ste met 8,150 punten |
| Yevgeniya Kuznetsova                                                                                      | balk (v)                 | 46e       | kwalificatie: 46ste met 8,887 punten |

### Judo
| Olympiër        | Onderdeel | Resultaat | Prestatie |
| --------------- | --------- | --------- | --- |
| Georgi Georgiev | -66kg (m) | Brons     | 1ste ronde: W van GEO Margoshvili: ippon 2de ronde: W van TUR Demirel: ippon kwartfinale: W van KAZ Kipshakbayev: waza-ari halve finale: V van JPN Uchishiba: ippon bronzen finale: W van ESP Penas: koka |
|                 |           |           | |
| Georgi Georgiev | +78kg (m) | 19e       | 1ste ronde: V van MEX Zambotti: ippon |

### Kanovaren
| Olympiër                                                | Onderdeel     | Resultaat | Prestatie                                                                         |
| ------------------------------------------------------- | ------------- | --------- | --------------------------------------------------------------------------------- |
| Stanimir Atanasov                                       | C-1 500m (m)  | 8e        | serie 3: 5de in 1.52,917 halve finale 2: 2de in 1.50,631 finale: 8ste in 1.49,759 |
| Stanimir Atanasov                                       | C-1 1000m (m) | 15e       | serie 1: 2de in 3.55,590 halve finale 2: 6de in 4.05,664                          |
| Petar Merkov                                            | K-1 500m (m)  | 15e       | serie 2: 3de in 1.38,725 halve finale 3: 6de in 1.42,207                          |
| Ivan Hristov Yordan Yordanov                            | K-2 500m (m)  | 12e       | serie 1: 4de in 1.33,222 halve finale 1: 5de in 1.33,182                          |
| Ivan Hristov Milko Kazanov Petar Merkov Yordan Yordanov | K-4 1000m (m) | 4e        | serie 1: 2de in 2.54,252 finale: 4de in 2.59,622                                  |
|                                                         |               |           |                                                                                   |
| Delyana Dacheva Bonka Pindzheva                         | K-2 500m (v)  | 6e        | serie 2: 5de in 1.44,268 halve finale: 1ste in 1.44,246 finale: 6de in 1.42,553   |

### Paardensport
| Olympiër        | Onderdeel      | Resultaat      | Prestatie |
| Springconcours  | Springconcours | Springconcours | Springconcours |
| --------------- | -------------- | -------------- | --- |
| Rossen Raitchev | individueel    | 41e            | kwalificatie: 38ste 1ste ronde: 29ste met 5 strafpunten 2de ronde: 43ste met 12 strafpunten 3de ronde: 22ste met 8 strafpunten totaal: 25 strafpunten finale: 1ste ronde: 41ste met 21 strafpunten |

### Roeien
| Olympiër                                  | Onderdeel       | Resultaat | Prestatie                                                                                                   |
| ----------------------------------------- | --------------- | --------- | --- |
| Ivo Yanakiev                              | skiff (m)       | Brons     | serie 6: 2de in 7.28,97 herkansingen: 1ste in 6.52,51 halve finale 2: 2de in 6.53,43 finale: 3de in 6.52,80 |
|                                           |                 |           | |
| Rumyana Neykova                           | skiff (v)       | Brons     | serie 4: 1ste in 7.35,66 halve finale 2: 2de in 7.32,06 finale: 3de in 7.23,10                              |
| Anet-Jacqueline Buschmann Miglena Markova | dubbel-twee (v) | 4e        | serie 2: 3de in 7.52,45 herkansingen: 3de in 7.17,16 finale B: 2de in 7.11,89                               |
| Anna Chuk Milka Tancheva                  | twee-zonder (v) | 8e        | serie 2: 2de in 7.35,46 herkansingen: 1ste in 6.52,78 finale: 4de in 7.13,97                                |

### Schietsport
| Olympiër        | Onderdeel               | Resultaat | Prestatie                                                                          |
| --------------- | ----------------------- | --------- | ---------------------------------------------------------------------------------- |
| Tanyu Kiryakov  | 50m pistool (m)         | 7e        | kwalificatie: 6de met 562 punten (92-96-95-93-94-92) finale: 7de met 654,3 punten  |
| Emil Milev      | 25m snelvuurpistool (m) | 9e        | kwalificatie: 9de met 582 punten (288-294)                                         |
| Tanyu Kiryakov  | 10m luchtpistool (m)    | 4e        | kwalificatie: 4de met 583 punten (97-95-100-97-96-98) finale: 4de met 684,3 punten |
|                 |                         |           |                                                                                    |
| Mariya Grozdeva | 25m pistool (v)         | Goud      | kwalificatie: 3de met 585 punten (294-291) finale: 1ste in 688,2 punten (OR)       |
| Mariya Grozdeva | 10m luchtpistool (v)    | Brons     | kwalificatie: 4de met 386 punten (96-97-96-97) finale: 3de met 482,3 punten        |

### Synchroonzwemmen
| Olympiër                         | Onderdeel | Resultaat | Prestatie                                                                                            |
| -------------------------------- | --------- | --------- | --- |
| Assia Anastassova Bogdana Zareva | duet      | 20e       | kwalificatie: technisch: 20ste met 41,583 punten vrij: 20ste met 41,834 punten totaal: 83,417 punten |

### Tennis
| Olympiër          | Onderdeel     | Resultaat | Prestatie                                                                                |
| ----------------- | ------------- | --------- | ---------------------------------------------------------------------------------------- |
| Magdalena Maleeva | enkelspel (v) | 17e       | 1ste ronde: W van CZE Koukalová: 6-2, 6-4 2de ronde: V van GRE Daniilidou: 6-2, 4-6, 4-6 |

### Volleybal
| Olympiër                             | Onderdeel | Resultaat | Prestatie |
| Beach                                | Beach     | Beach     | Beach |
| ------------------------------------ | --------- | --------- | --- |
| Petja Jantsjoelova Lina Jantsjoelova | beach (v) | 9e        | groep E: 3de V van AUS Cook/Sanderson: 16-21, 12-21 W van GER Pohl/Rau: 18-21, 21-19, 15-13 W van CHN Wang/You: 21-19, 21-17 2de ronde: V van BRA Bede/Behar: 21-18, 16-21, 11-15 |

### Wielersport
| Olympiër              | Onderdeel        | Resultaat | Prestatie                                                                                               |
| Baan                  | Baan             | Baan      | Baan |
| --------------------- | ---------------- | --------- | --- |
| Radoslav Konstantinov | tijdrit (m)      | 17e       | 1.06,265                                                                                                |
| Evgenia Radanova      | sprint (v)       | 12e       | kwalificatie: 12de in 12,457 1ste ronde: V van AUS Meares 1ste ronde herkansingen: 3de 9-12de plek: 4de |
| Weg                   |                  |           | |
| Dmitar Gospodinov     | wegwedstrijd (m) | DNF       | niet gefinisht                                                                                          |

### Worstelen
| Olympiër            | Onderdeel   | Resultaat   | Prestatie |
| Vrije stijl         | Vrije stijl | Vrije stijl | Vrije stijl |
| ------------------- | ----------- | ----------- | --- |
| Radoslav Velikov    | -55kg (m)   | 9e          | groep 2: 2de W van RSA Williams: 4-1 V van CHN Li: 1-3 |
| Ivan Djorev         | -60kg (m)   | 18e         | groep 3: 3de V van CUB Quintana: 0-3 V van IND Kumar: 0-3 |
| Serafim Barzakov    | -66kg (m)   | 8e          | groep 2: 2de W van CAN MacDonald: 4-0 V van KAZ Spiridonov: 1-3 |
| Nikolay Paslar      | -74kg (m)   | 11e         | groep 7: 2de V van POL Brzozowski: 1-3 W van MKD Osmanov: 3-1 |
| Miroslav Gochev     | -84kg (m)   | 12e         | groep 6: 2de W van MKD Ibragimov: 3-1 V van KOR Moon: 1-3 |
| Krasimir Kochev     | -96kg (m)   | 17e         | groep 2: 3de V van KGZ Krupnyakov: 1-3 V van UZB Ibragimov: 0-3 |
| Bozhidar Boyadzhiev | -120kg (m)  | 8e          | groep 6: 2de V van IRI Rezaei: 0-3 W van BLR Hrynekvich: 3-1 W van MGL Ösökhbayar: 5-0                                                                                          |
|                     |             |             | |
| Stanka Zlateva      | -72kg (v)   | 12e         | groep 4: 3de V van JPN Hamaguchi: 0-4 V van USA Montgomery: 0-5 |
| Grieks-Romeins      |             |             | |
| Armen Nazarjan      | -60kg (m)   | Brons       | groep 3: 1ste W van EGY El-Gharably: 3-1 W van UKR Khvoshch: 3-1 kwartfinale: W van JPN Sasamoto: 3-1 halve finale: V van KOR Jung: 1-3 bronzen finale: W van RUS Shevtsov: 3-1 |
| Nikolay Gergov      | -66kg (m)   | 14e         | groep 2: 2de W van HUN Füredy: 3-1 V van KOR Kim: 0-3 |
| Vladislav Metodiev  | -84kg (m)   | 12e         | groep 5: 3de W van EST Thomberg: 3-0 V van TUR Yerlikaya: 1-3 V van UKR Daragan: 0-5                                                                                            |
| Kaloyan Dinchev     | -96kg (m)   | 8e          | groep 3: 2de W van PLW Tarkong: 4-0 V van KGZ Chkaidze: 1-3 |
| Sergei Mureiko      | -120kg (m)  | 8e          | groep 6: 2de W van POL Mikuski: 3-0 V van USA Gardner: 1-3 W van LTU Mizgaitis: 3-1                                                                                             |

### Zeilen
| Olympiër            | Onderdeel   | Resultaat | Prestatie                                       |
| ------------------- | ----------- | --------- | ----------------------------------------------- |
| Veselin Nanev       | mistral (m) | 33e       | 305 punten: (33-DNF-33-30-30-32-30-29-33-25-30) |
|                     |             |           |                                                 |
| Irina Konstantinova | mistral (v) | 19e       | 152 punten: (20-22-8-20-13-10-16-18-17-16-14)   |

### Zwemmen
| Olympiër          | Onderdeel            | Resultaat | Prestatie                  |
| ----------------- | -------------------- | --------- | -------------------------- |
| Raichin Antonov   | 50m vrije slag (m)   | 52e       | serie 5: 5de in 23,67      |
| Raichin Antonov   | 100m vrije slag (m)  | 52e       | serie 4: 8ste in 52,33     |
| Mihail Alexandrov | 200m vrije slag (m)  | 31e       | serie 2: 1ste in 1.52,12   |
| Petar Stoychev    | 400m vrije slag (m)  | 32e       | serie 2: 3de in 3.59,86    |
| Petar Stoychev    | 1500m vrije slag (m) | 17e       | serie 2: 2de in 15.28,32   |
| Mihail Alexandrov | 200m schoolslag (m)  | 28e       | serie 2: 3de in 2.17,19    |
| Petar Stoychev    | 100m vlinderslag (m) | 40e       | serie 4: 6de in 54,91 (NR) |
| Petar Stoychev    | 200m vlinderslag (m) | 26e       | serie 2: 3de in 2.02,15    |
| Mihail Alexandrov | 200m wisselslag (m)  | 18e       | serie 4: 2de in 2.02,39    |
|                   |                      |           |                            |
| Ivanka Moralieva  | 400m vrije slag (v)  | 36e       | serie 1: 5de in 4.25,92    |
| Ivanka Moralieva  | 800m vrije slag (v)  | 26e       | serie 2: 8ste in 9.03,13   |
| Ana Dangalakova   | 400m wisselslag (v)  | 23e       | serie 1: 2de in 5.01,00    |

Afghanistan · Albanië · Algerije · Amerikaanse Maagdeneilanden · Amerikaans-Samoa · Andorra · Angola · Antigua en Barbuda · Argentinië · Armenië · Aruba · Australië · Azerbeidzjan · Bahama's · Bahrein · Bangladesh · Barbados · België · Belize · Benin · Bermuda · Bhutan · Bolivia · Bosnië en Herzegovina · Botswana · Brazilië · Britse Maagdeneilanden · Brunei · Bulgarije · Burkina Faso · Burundi · Cambodja · Canada · Centraal-Afrikaanse Republiek · Chili · China · Chinees Taipei · Colombia · Comoren · Congo-Brazzaville · Congo-Kinshasa · Cookeilanden · Costa Rica · Cuba · Cyprus · Denemarken · Djibouti · Dominica · Dominicaanse Republiek · Duitsland · Ecuador · Egypte · El Salvador · Equatoriaal-Guinea · Eritrea · Estland · Ethiopië · Fiji · Filipijnen · Finland · Frankrijk · Gabon · Gambia · Georgië · Ghana · Grenada · Griekenland · Groot-Brittannië · Guam · Guatemala · Guinee · Guinee‑Bissau · Guyana · Haïti · Honduras · Hongarije · Hongkong · Ierland · IJsland · India · Indonesië · Irak · Iran · Israël · Italië · Ivoorkust · Jamaica · Japan · Jemen · Jordanië · Kaaimaneilanden · Kaapverdië · Kameroen · Kazachstan · Kenia · Kirgizië · Kiribati · Koeweit · Kroatië · Laos · Lesotho · Letland · Libanon · Liberia · Libië · Liechtenstein · Litouwen · Luxemburg · Macedonië · Madagaskar · Malawi · Malediven · Maleisië · Mali · Malta · Marokko · Mauritanië · Mauritius · Mexico · Micronesië · Moldavië · Monaco · Mongolië · Mozambique · Myanmar · Namibië · Nauru · Nederland · Nederlandse Antillen · Nepal · Nicaragua · Nieuw-Zeeland · Niger · Nigeria · Noord-Korea · Noorwegen · Oeganda · Oekraïne · Oezbekistan · Oman · Oostenrijk · Oost‑Timor · Pakistan · Palau · Palestina · Panama · Papoea-Nieuw-Guinea · Paraguay · Peru · Polen · Portugal · Puerto Rico · Qatar · Roemenië · Rusland · Rwanda · Saint Kitts en Nevis · Saint Lucia · Saint Vincent en Grenadines · Salomonseilanden · Samoa · San Marino · Sao Tomé en Principe · Saoedi-Arabië · Senegal · Servië en Montenegro · Seychellen · Sierra Leone · Singapore · Slovenië · Slowakije · Soedan · Somalië · Spanje · Sri Lanka · Suriname · Swaziland · Syrië · Tadzjikistan · Tanzania · Thailand · Togo · Tonga · Trinidad en Tobago · Tsjaad · Tsjechië · Tunesië · Turkije · Turkmenistan · Uruguay · Vanuatu · Venezuela · Verenigde Arabische Emiraten · Verenigde Staten · Vietnam · Wit-Rusland · Zambia · Zimbabwe · Zuid-Afrika · Zuid-Korea · Zweden · Zwitserland